# 이토사키정
이토사키정(糸崎町)은 히로시마현 미쓰기군에 설치되었던 정이다. 1936년 11월 15일 미쓰기군 미하라정, 이토사키정, 야마나카촌, 니시노촌, 도요타군 다노우라촌, 스나미촌 등 6개 정·촌이, 신설 미하라시로 합병되고 폐지되었다.